# Маффеи, Андреа
Андре́а Маффе́и (итал. Andrea Maffei; 19 апреля 1798, Молина-ди-Ледро, Трентино-Альто-Адидже — 27 ноября 1885, Милан) — итальянский поэт, переводчик и либреттист

, коллекционер. Общественный деятель, политик, сенатор Королевства Италия. Видный представитель итальянской классической литературы XIX века.

## Биография
Родился 19 апреля 1798 года в Молина-ди-Ледро, в дворянской семье.
В 1820 году окончил юридический факультет Павийского университета.
Вместе с женой Кларой Маффеи был хозяином салона, поддерживал тесные дружеские отношения со многими деятелями культуры Италии, в том числе Антонио Розмини-Сербати, Винченцо Монти, Марио Раписарди, Франческо Айецом. Гостями их салона были Ференц Лист и Стендаль.
В 1879 году А. Маффеи был избран сенатором Итальянского королевства, участвовал в общественно-политической жизни Италии. В середине XIX века часто жил в Рива-дель-Гарда, где собрал богатую коллекцию произведений искусства.
Умер в Милане в 1885 году.

## Творчество
Последователь Винченцо Монти. Владея многими иностранными языками, переводил произведения английских и немецких авторов, в частности, пьесы Шиллера, Шекспира, Гёте, Байрона, Дж. Мильтона, Т. Мура, С. Гесснера, и других. В своих переводах стремился адаптировать оригинальную мысль автора к идее итальянской литературной публики.
А. Маффеи был не только переводчиком, но и поэтом-романтиком.
Для Джузеппе Верди он написал знаменитое либретто для оперы «Разбойники» по Шиллеру и к сочинениям Пьетро Масканьи. Дополнил и переписал либретто Франческо Пьяве к «Макбету».

## Избранные стихи
- La preghiera  (1829)
- Studi poetici (1831)
- Dal Benaco (1854)
- Poesie varie (1859)
- Arte, affetti, fantasie (1864)
- E' morto il re! (1878)
- Liriche (1878)
- Affetti (1885)
- Ghirlanda per una sposa (1886)